# Cuadrilla de Sandoval
La Cuadrilla de Sandoval fue una comarca administrativa de la provincia de Burgos, en Castilla la Vieja. Se ubica al noroeste de la provincia. El río Odra la recorre en dirección norte sur.
Las Cuadrillas burgalesas eran subdivisiones comarcales de la provincia o territorio histórico de Burgos (España). Eran instituciones históricas cuya principal función era la de atender y administrar las necesidades de sus habitantes, especialmente en las zonas rurales.

## Subcomarca
La villa de Sandoval y los cinco lugares que lo componían pertenecen en la actualidad a los municipios de Humada y de Villadiego (2 y 4 respectivamente). Dicho proceso de fusión se produjo en el último tercio del siglo XX, en paralelo a la fuerte despoblación sufrida por el medio rural de la zona.

## Historia
Se encuadraba en el Partido de Villadiego, uno de los catorce que formaban la Intendencia de Burgos, durante el periodo comprendido entre 1785 y 1833, en el Censo de Floridablanca de 1787, jurisdicción de señorío siendo su titular el Duque de Frías.

## Lugares
- Sandoval de la Reina, villa, alcalde ordinario.
- Congosto, de señorío, alcalde pedáneo.
- Ordejón, de señorío, alcalde pedáneo.
- Palazuelos de Villadiego, de señorío, alcalde pedáneo.
- Rioparaíso, de señorío, alcalde pedáneo.
- Villavedón y Barriosuso, de señorío, alcalde pedáneo.